# Торресілья-дель-Пінар
Торресілья-дель-Пінар (ісп. Torrecilla del Pinar) — муніципалітет в Іспанії, у складі автономної спільноти Кастилія-і-Леон, у провінції Сеговія. Населення — 219 осіб (2010).
Муніципалітет розташований на відстані близько 110 км на північ від Мадрида, 47 км на північ від Сеговії.

## Демографія
Динаміка населення (INE ):